# Jorge Abraham Hazoury Bahles
Jorge Abraham Hazoury Bahlés (Barahona, 20 de agosto de 1924 – Santo Domingo, 18 de marzo de 2004) fue un médico endocrinólogo, diabetólogo y humanista dominicano, fundador de la Universidad Iberoamericana (UNIBE), del Instituto Nacional de Diabetes, Endocrinología y Nutrición (INDEN) y reconocido por su obra social en contra de la diabetes.

## Juventud y Primeros Años de Carrera Profesional
Jorge Abraham Hazoury Bahlés nace de padres libaneses maronitas oriundos de Akkar el 20 de agosto de 1923, donde realiza sus estudios primarios y secundarios. Se graduó de Medicina en el año 1950 en la Universidad Autónoma de Santo Domingo. Luego parte al Hospital Fundación Jiménez Díaz de Madrid, España para especializarse en Endocrinología y Diabetes. En el año 1966 empieza a trabajar en el Hospital Salvador B. Gautier, y desarrolló los primeros estudios de genética en el País. Además, es nombrado Profesor Titular de Endocrinología en la Universidad Nacional Pedro Henríquez Ureña (UNPHU).

## Lucha contra la diabetes
Con una visión de futuro y consciente de la necesidad de proteger a los Diabéticos, el 9 de noviembre de 1966 funda la Sociedad Dominicana de Diabetes (SODODIA) y el Patronato de Lucha Contra la Diabetes en el año 1972.
Como dependencia del Patronato, en el año 1979 crea el Instituto Nacional de Diabetes, Endocrinología y Nutrición (INDEN), para ofrecer servicios médicos a las clases más necesitadas del País. A través de diversos esfuerzos, la redacción de artículos científicos y el beneficio de los maratones realizados dentro y fuera del país, logra inaugurar en el 1983 el Hospital Escuela para Diabéticos donde brinda todas las especialidades de Medicina a los diabéticos dominicanos. Este último pasó a llevar en el año 2004 el nombre del Dr. Hazoury Bahlés en reconocimiento de sus años lucha contra la Diabetes.

## Universidad Iberoamericana (UNIBE)
Sus dotes de educador lo llevan a fundar la Universidad Iberoamericana (UNIBE) 12 de enero de 1982, como resultado de la iniciativa expresada por el Instituto de Cooperación Iberoamericana y por un Comité Gestor en República Dominicana. El Dr. Hazoury fue su primer Rector hasta el año 1991, con una matrícula que sobrepasa en la actualidad los 5,000 estudiantes y 19,000 egresados.
De igual forma, inició la Residencia en Diabetología y Nutrición en el año 1988 y la Residencia de Oftalmología en el año 1991. Ambas con operaciones en el INDEN y de donde han salido notables especialistas dominicanos y extranjeros.

## Reconocimientos Nacionales e Internacionales
- 1975: Miembro de Honor de la Asociación Venezolana de Diabetes.
- 1977: Honor al Mérito de la Federación Latinoamericana de Asociaciones Lucha contra la Diabetes (Coro, Venezuela).
- 1978: Reconocimiento de la Asociación Laica de Diabetes de Puerto Rico, (Capítulo de Ponce, Puerto Rico).
- 1984: Hijo Distinguido de Barahona por el Ayuntamiento Municipal de la Ciudad.
- 1984: Diploma de Honor de la Asociación Médica de la Ciudad de Barahona.
- 1984: Diploma de la Cámara Dominico Americana de Comercio de (Miami, Florida).
- 1986: Orden al Mérito de Duarte, Sánchez y Mella del Gobierno Dominicano.
- 1987: Miembro Honorífico de la Asociación Latinoamericana de Diabetes.
- 1987: La Asociación Laica de Diabetes de Puerto Rico lo designa Asesor Médico.
- 1987: La Real Academia de Medicina de Salamanca le concede Título Académico. (España)
- 1992: Reconocido internacionalmente con la Medalla Hagedorm de la Casa NOVO Nordisk de Dinamarca.
- 1992: Mención de Honor de La Fundación Jiménez Díaz, (Madrid, España).
- 1992: La Comunidad Científica Loyola lo galardona en el Área de la Ciencia, por haber recibido la Medalla Hagedorm.
- 1996: Reconocimiento del Consejo del Desarrollo Socioeconómico de la ciudad de Barahona por su diligente gestión en la creación del Instituto Nacional de Diabetes, Endocrinología y Nutrición, (INDEN).
- 1996: La Asociación Médica Dominicana (AMD), hoy Colegio Médico Dominicano (CMD), lo acredita como Maestro de la Medicina Dominicana.
- 2001: La Fundación Dominicana de Endocrinología le otorga en Reconocimiento a sus Méritos y Esfuerzos realizados a favor de los diabéticos dominicanos.
- 2013: Reconocimiento póstumo de la Cámara de Diputados del Congreso de la República Dominicana como el pionero en la lucha contra la Diabetes.